# Jannis Nikolaou
Jannis Nikolaou, né le 31 juillet 1993 à Bonn, est un footballeur germano-grec.

## Biographie
Jannis Nikolaou naît d'un père grec et une mère allemande.
Il commence dans sa jeunesse au TB 1906 Witterschlick, au VfL Rheinbach et au Bonner SC avant de rejoindre le 1. FC Cologne dans les rangs des jeunes en 2006. Avec les moins de 17 ans du club, il dispute 19 matchs en Bundesliga B-Junior Ouest, et avec les moins de 19 ans, il joue en Bundesliga A-Junior Ouest entre 2010 et 2012. En 2012, il obtient un contrat à Cologne et, à partir de la saison 2012-2013, il joue dans l'équipe réserve en Regionalliga Ouest et dispute un total de 92 matchs au cours desquels il marque six buts et en fut le capitaine.
Il rejoint le FC Rot-Weiss Erfurt, équipe de 3. Liga pour la saison 2015-2016 et signe un contrat de deux ans avec une option pour une année supplémentaire. Il fait ses débuts en compétition lors de la sixième journée contre la deuxième équipe du VfB Stuttgart. Il marque son premier but lors de la 27e journée contre le FC Erzgebirge Aue. Au total, il dispute 29 des 38 matchs lors de sa première saison.
Après deux ans à Erfurt, Nikolaou rejoint le club de 3. Liga du FC Würzburger Kickers pour la saison 2017-2018, où il obtient un contrat de deux ans.
Un an plus tard, il rejoint le club de 2. Bundesliga SG Dynamo Dresde pour la saison 2018-2019, où il obtient un contrat de trois ans. Dresde termine dernier de la saison 2019-2020.
Le 13 juillet 2020, Nikolaou rejoint l'Eintracht Brunswick, équipe promu en deuxième division, et signe un contrat jusqu'en 2023. En mars 2023, il accepte une prolongation avec l'Eintracht Brunswick, à condition que l'équipe se maintienne en 2. Bundesliga à la fin de la saison. L'équipe le réussit, Nikolaou en devient le capitaine.